# ناتاشا ملنیک
ناتاشا ملنیک (انگلیسی: Natasha Melnick؛ زادهٔ ۱۰ آوریل ۱۹۸۴) یک هنرپیشه اهل ایالات متحده آمریکا است.